# Пулин
| Пулин                                                                 |               |
| --------------------------------------------------------------------- | ------------- |
|                                                                       |               |
| Алтернативно име                                                      |               |
| Војвођански овчар                                                     |               |
| Војвођански овчарски пас                                              |               |
| Земља порекла                                                         |               |
| Србија                                                                |               |
| Класификација                                                         |               |
| \| ФЦИ: \| Група 1 \| \| AKC: \| Радни \| \| UKC: \| Нема стандард \| |               |
| Одгајивачки стандарди (спољашње везе)                                 |               |
|                                                                       |               |
| ФЦИ:                                                                  | Група 1       |
| AKC:                                                                  | Радни         |
| UKC:                                                                  | Нема стандард |

Пулин или Српски овчарски пас је традиционални пастирски пас у Србији, пореклом из Војводине, познат и као Војвођански овчарски пас.
То је контроверзна раса паса, неки га хвале а други, понекад и кинолози, га понижавају, сматрајући да је само мешавина на основи хрватских и мађарских овчара и није засебна пасмина. Али само они разумеју вредност пулина који су га или поседовали као верног и оданог пса у домаћинству или видели како је користан у чувању оваца. Каже се "Један пулин вреди као тројица чобана".

## Карактеристике
Пулин је идеално грађен овчарски пас. Чува све што му се повери, живахан је и упоран у извршењу задатака, лако се гаји, а изванредан је и породични пас за двориште, пошто воли децу, и јако је одан. Паметан је и лако и брзо учи. Као једина мана му се наводи да признаје само једног газду, али коме је веран до смрти.

### Основно
- Мужјак
  - Висина у гребену: 52 cm и више
  - Тежина: 13-15

- Женка
  - Висина у гребену: 47 cm и више
  - Тежина 10-13

### Општи изглед
Тело је највише за 10% дуже од висине гребена (врха лопатице), леђа су кратка и чврста, слабине са сапима мишићаве, довољно широке, благо укошене. Реп је високо усађен, у мировању сабљасто ношен а у афекту прстенасто увијен, у сталном контакту са сапима, слабинама или бутином. Ноге, предње и задње, су природно угловане. Шапе су мале "полузечје".
- Длака: таласаста, оштра.
- Боја длаке: најчешћа и најпожељнија је црна, најмање 80% површине, а ознаке могу бити беле, сиве или жуте. Као основне боје помињу се у предлогу стандарда и бела, жута, сива и браон, као и двобојност (комбинације поменутих боја).[4]

### Особине
То је гибак пас са добро развијеним мишићима цењен као добар овчарски пас. Има коврџаву длаку претежно црне боје, али ретко може бити и у нијансама сиве, беле, риђе и крем. Бели примерци могу имати тамније флеке и шаре, али се може очекивати да ће стандардизација са собом донети преференцију према боји, што ће довести до губитка неких боја у будућности.
Тело му је лупоидно и мишићаво, а реп је савијен над леђном линијом. Животни век пулина је између девет и једанаест година.

## Историја
Прапредак пулина је сојенички пас северног типа (шпиц). Војвођанска раса вероватно потиче од локалних Панонских пастирских паса, кроз одређену планску и непланску селекцију. Најсличнији су му мађарски овчар (често грешком називан пули), од кога је пулин доста виши, и хрватски овчар, такође нижег раста. Због сличности дешава се да пулина мешају са једним од њих, па га називају или продају као "пулија" или као "мађарског пулина" што се може приписати неафирмисаности расе и непознаници која око ње постоји. Иако су сличности велике, за разлику од пулина коме реп стоји српасто, муди га држи смотан на леђима, а реп хрватског овчара се купира или га често генетски и нема. Ствари компликује и да се код популација на пашњацима, нарочито у Војводини могу наћи и прелазне карактеристике ове три расе.
Пулин још није стандардизована пасмина, али је пут признања кренуо иницијативом Кинолошког савеза Војводине Управном одбору Кинолошког савеза Србије (CACIB).

## Галерија
- Споменик мангулици и пулину у Сремској Митровици
- Млади пулин и мешанац хрватског овчара (?) у северном Банату
- Пулин у Бачкој
- Споменик мангулици и пулину у Сремској Митровици